# Communauté de communes des Portes de la Thiérache
La Communauté de communes des Portes de la Thiérache (ou CCPT) est une communauté de communes française, située dans le département de l'Aisne.

## Historique
La communauté de communes a été créée par un arrêté préfectoral du 22 décembre 1997.
La commune de Clermont-les-Fermes a rejoint le territoire depuis le 1er janvier 2013.
La communauté de communes, bien que dépassant de peu les 5 000 habitants, n'a pas été contrainte de fusionner avec une autre intercommunalité, afin d'atteindre le seuil de 15 000 habitants, car bénéficiant d'une dérogation prévue par la loi portant nouvelle organisation territoriale de la République (Loi NOTRe) du 7 août 2015), car sa densité démographique est inférieure à 30 % de la densité nationale, c'est-à-dire inférieure à 31,02 hab/km2. 

## Territoire communautaire

### Géographie
Le territoire de l'intercommunalité est à essentiellement rural : 22 communes totalisent moins de 200 habitants (12 villages comptabilisent moins de 100 habitants) au recensement de 2016. Les deux bourgs principaux sont Montcornet et Rozoy-sur-Serre. Depuis l'adhésion de  Clermont-les-Fermes, le territoire intercommunal correspond à celui de l'ancien canton de Rozoy-sur-Serre.

### Composition

Composition de la communauté de communes des Portes de la Thiérache

La communauté de communes est composée des 30 communes suivantes :

| Nom                        | Code Insee | Gentilé        | Superficie (km2) | Population (dernière pop. légale) | Densité (hab./km2) |
| -------------------------- | ---------- | -------------- | ---------------- | --------------------------------- | ------------------ |
| Rozoy-sur-Serre (siège)    | 02666      | Rostands       | 16,53            | 922 (2022)                        | 56                 |
| Archon                     | 02021      | Archonais      | 6,37             | 77 (2022)                         | 12                 |
| Les Autels                 | 02038      | Autelois       | 5,99             | 63 (2022)                         | 11                 |
| Berlise                    | 02069      | Berlisois      | 6,59             | 104 (2022)                        | 16                 |
| Brunehamel                 | 02126      | Brunehamelois  | 8,9              | 458 (2022)                        | 51                 |
| Chaourse                   | 02160      | Chaoursiens    | 18,6             | 497 (2022)                        | 27                 |
| Chéry-lès-Rozoy            | 02181      | Chéryacois     | 4,73             | 97 (2022)                         | 21                 |
| Clermont-les-Fermes        | 02200      | Clermontois    | 9,3              | 99 (2022)                         | 11                 |
| Cuiry-lès-Iviers           | 02251      | Cuiryens       | 4,79             | 26 (2022)                         | 5,4                |
| Dagny-Lambercy             | 02256      | Dagnysiens     | 10,04            | 125 (2022)                        | 12                 |
| Dizy-le-Gros               | 02264      | Dizois         | 19,96            | 722 (2022)                        | 36                 |
| Dohis                      | 02265      | Dohisois       | 8,1              | 82 (2022)                         | 10                 |
| Dolignon                   | 02266      | Dolignonais    | 3,38             | 35 (2022)                         | 10                 |
| Grandrieux                 | 02354      | Grandrieusiens | 4,35             | 80 (2022)                         | 18                 |
| Lislet                     | 02433      | Lisletois      | 8,2              | 218 (2022)                        | 27                 |
| Montcornet                 | 02502      | Montcornetois  | 5,74             | 1 224 (2022)                      | 213                |
| Montloué                   | 02519      | Montlouésiens  | 15,58            | 193 (2022)                        | 12                 |
| Morgny-en-Thiérache        | 02526      | Morigniens     | 6,99             | 107 (2022)                        | 15                 |
| Noircourt                  | 02556      | Noircourtois   | 5,45             | 69 (2022)                         | 13                 |
| Parfondeval                | 02586      | Parfondevalais | 10,91            | 141 (2022)                        | 13                 |
| Raillimont                 | 02634      | Raillimontois  | 4,9              | 89 (2022)                         | 18                 |
| Renneval                   | 02641      | Rennevalois    | 6,82             | 127 (2022)                        | 19                 |
| Résigny                    | 02642      | Résigniens     | 7,83             | 161 (2022)                        | 21                 |
| Rouvroy-sur-Serre          | 02660      | Rouvroyens     | 3,9              | 42 (2022)                         | 11                 |
| Sainte-Geneviève           | 02678      | Genovéfains    | 4,53             | 70 (2022)                         | 15                 |
| Soize                      | 02723      | Soizois        | 5,91             | 96 (2022)                         | 16                 |
| Le Thuel                   | 02743      | Thuellois      | 7,06             | 155 (2022)                        | 22                 |
| Vigneux-Hocquet            | 02801      | Vigneusiens    | 13,72            | 266 (2022)                        | 19                 |
| La Ville-aux-Bois-lès-Dizy | 02802      | Villeboisiens  | 10,22            | 203 (2022)                        | 20                 |
| Vincy-Reuil-et-Magny       | 02819      | Vincyacois     | 11,78            | 103 (2022)                        | 8,7                |

### Démographie
| 1968  | 1975  | 1982  | 1990  | 1999  | 2006  | 2011  | 2016  |
| ----- | ----- | ----- | ----- | ----- | ----- | ----- | ----- |
| 9 750 | 9 085 | 8 734 | 8 022 | 7 670 | 7 589 | 7 420 | 7 056 |

## Organisation

### Siège
Le siège de la communauté de communes est à Rozoy-sur-Serre, 320 rue des Verseaux.

### Élus
La communauté de communes est administrée par son conseil communautaire, composé pour la mandature 2020-2026  de 44 conseillers municipaux issus de chaque communes membres, et répartis en fonction de leur population de la manière suivante : 

- 7 délégués pour Montcornet ;

- 5 délégués pour Rozoy-sur-Serre ;

- 3 délégués pour Dizy-le-Gros ;

- 2 délégués pour Brunehamel et Chaourse ;

- 1 délégué ou son suppléant pour les autres communes.
Le président est le chef des services de la communauté, il préside le Conseil dont il prépare et exécute les délibérations, et dispose de pouvoirs propres. Il délègue certaines de ses attributions aux vice-présidents.
En conséquence des élections municipales de 2014 dans l'Aisne, le conseil communautaire d'avril 2014 a élu son nouveau président, Pierre Didier, maire de Dagny-Lambercy, ainsi que ses cinq vice-présidents qui sont, : 
1. Patrice Le Roux, maire de Noircourt, chargé de l'assainissement non collectif et de la politique de l'eau ;
2. Jean-François Pagnon, maire de Brunehamel, chargé du développement économique, des finances, du développement numérique et de la communication ;
3. Xavier Boulande, maire-adjoint de Rozoy-sur-Serre, chargé du développement touristique et de l'habitat ;
4. Guy Le Provost, maire de Montcornet, chargé des politiques des déchets et de l'environnement, et des chantiers d'insertion ;
5. Michel Tellier, conseiller municipal à Montcornet, chargé de l'administration générale et du volet social et scolaire, ainsi que de l’étude d’éventuelles prises de compétences par la Communauté de communes.

Le bureau de l'intercommunalité pour la mandature 2014-2020 est constitué du président, des 5 vice-présidents et de six autres membres.
À la suite du renouvellement intervenu lors des élections municipales de 2020, le conseil communautaire du 9 juillet 2020 a élu son président, Jean-François Pagnon, maire de Brunehamel et désigné ses 5 vice-présidents qui sont, :
1. Monique Loriette, maire de Raillimont, chargé des déchets, du développement durable et de la biodiversité.
2. Xavier Boulande, conseiller municipal de Rozoy-sur-Serre, chargée de l'action sociale, de l'enfance, de la jeunesse, des services à la population et à l'insertion.
3. Thomas Hennequin, maire de Montcornet, chargé de l'aménagement du territoire, du numérique, de l'urbanisme, du PLUI, de l'habitat, de la mutualisation entre les communes, de la voirie, de la sécurité et des zones d'activités économique.
4. Gilles Queille, maire-adjoint de Dizy-le-Gros, chargé de l'animation du territoire, du tourisme et des animations.
5. David Van den Hende, maire du Thuel, chargé de l'eau, de l'assainissement, des travaux et de Natura 2000.

Ils forment ensemble l'exécutif de l'intercommunalité pour le mandat 2020-2026 avec six autres membres, : Nicolas Fricotaux, premier adjoint au maire de Rozoy-sur-Serre et président du conseil départemental de l'Aisne, Isabelle Chrétien, maire de Parfondeval, Michel Tellier, conseiller municipal de Montcornet, Michaël Jacques, maire de Berlise, Nicolas Dufourg, maire d'Archon et Véronique Tramut, maire de Montloué.

### Liste des présidents
| Période       | Période                       | Identité             | Étiquette | Qualité                                                                    |
| ------------- | ----------------------------- | -------------------- | --------- | -------------------------------------------------------------------------- |
| décembre 1997 | avril 2008                    | Guy Sirondelle       |           | Maire-adjoint de Brunehamel                                                |
| avril 2008    | avril 2014                    | Jean-Marie Bouché    |           | Maire de Dizy-le-Gros (2008 → 2020)                                        |
| avril 2014    | juillet 2020                  | Pierre Didier        | SE        | Maire de Dagny-Lambercy (2008 → ) Vice-président du PETR Pays de Thiérache |
| juillet 2020  | En cours (au 14 juillet 2020) | Jean-François Pagnon | PS        | Maire de Brunehamel (1995 → )                                              |

### Compétences
L'intercommunalité exerce les compétences qui lui ont été transférées par les communes membres, dans les conditions déterminées par le code général des collectivités territoriales. Aux termes de ses statuts, il s'agit de : 
- Développement économique :  zones d'activité, politique locale du commerce et soutien aux activités commerciales d'intérêt communautaire,  promotion du tourisme (développement de la randonnée, mise en valeur du patrimoine communal et mise en œuvre d'une politique cohérente de promotion à l'échelle intercommunale ou à l'échelle du Pays de Thiérache), construction de bâtiments d'accueil des entreprises (bâtiments relais, hôtel d'entreprises...), actions en vue de l'implantation d'activités économiques, réhabilitation de friches industrielles, accueil, conseil et accompagnement des créateurs d'entreprises, soutien à la diversification agricole, à l'élaboration et la commercialisation de produits du terroir, insertion par l'économie
- Aménagement de l'espace : schéma de cohérence territoriale (SCoT), plan local d'urbanisme, document d'urbanisme en tenant lieu et carte communale, zone d'aménagement concerté (ZAC) d'intérêt communautaire ;
- Gestion des milieux aquatiques et prévention des inondations (GEMAPI) ;
- Aires d'accueil des gens du voyage ;
- Collecte et traitement des déchets des ménages et déchets assimilés ;
- Protection et mise en valeur de l'environnement, le cas échéant dans le cadre de schémas départementaux et soutien aux actions de maitrise de l'énergie
- Politique du logement et du cadre de vie : amélioration de l'habitat et sauvegarde du patrimoine bâti, déclinaison et mise en œuvre du programme du schéma directeur de l'Habitat du PETR Pays de Thiérache, incitation des communes à renforcer leur action foncière, soutien au logement locatif aidé et réhabilitation du parc de logements privés ;
- Voirie d'intérêt communautaire (Chemin rural de Chaourse à Lislet, desservant la zone d'activités de la Garenne)
- Équipements culturels et sportifs d'intérêt communautaire et équipements de l'enseignement préélémentaire et élémentaire d'intérêt communautaire (coordination et le développement d'une politique communautaire culturelle, soutien à des activités culturelles ou festives de rayonnement communautaire, notamment par le biais du soutien aux nouvelles activités périscolaires), complexe sportif à caractère communautaire (notamment la piscine intercommunale de Chaourse), école de musique intercommunale multipolaire ;
- Action sociale d'intérêt communautaire : actions de développement en direction de l'enfance, de la jeunesse et de la famille en matière sociale, culturelle et de loisirs, actions d'insertion sociale et professionnelle ;
- Assainissement ;
- Érosion des sols ;
- Réseaux et services locaux de communication électronique.

### Régime fiscal
La communauté de communes est un établissement public de coopération intercommunale à fiscalité propre.
Afin de financer l'exercice de ses compétences, l'intercommunalité perçoit la fiscalité professionnelle unique (FPU) – qui a succédé à la taxe professionnelle unique (TPU) – et assure une péréquation de ressources entre les communes résidentielles et celles dotées de zones d'activité.
Elle collecte également la taxe d'enlèvement des ordures ménagères (TEOM), qui finance ce service public, et bénéficie d'une dotation globale de fonctionnement bonifiée.
Elle ne verse pas de dotation de solidarité communautaire (DSC) à ses communes membres.

## Projets et réalisations
En 2020, la CCPT s'est dotée d'un « camion du service public itinérant  » permettant de faciliter l'accès des habitants aux services publics tels que demandes de certificat d’immatriculation, inscriptions à Pôle emploi, constitution d'un dossier de liquidation de retraite, déclaration de revenus. 